# Даніель Кельман
Даніель Кельман (нім. Daniel Kehlmann) — німецько-австрійський письменник. Відомий книгою «Обмірювання світу», яка за популярністю серед сучасної німецькомовної літератури поступається лише «Парфумам» Патріка Зюскінда.

## Біографія
Народився 13 січня 1975 року в Мюнхені, у сім'ї режисера та акторки. 1981 року разом із батьками переїхав до Відня, Австрія. Навчався у Кальзбурзькому колегіумі, приватній римо-католицькій школі, а згодом вступив до Віденського університету, де вивчав германістику та німецьку філософію. У своїй дисертації досліджував концепцію величного у творах Імануїла Канта.
Свій перший роман — «Магія Бергольма» — написав 1997 року, будучи ще студентом. Згодом видав ще цілу низку романів, але справжній успіх чекав на нього після публікації роману «Обмірювання світу» (2005), який розповідає про життя двох відомих німецьких постатей — Олександра фон Гумбольдта та Карла Фрідріха Гауса. Твір написаний під впливом магічного реалізму, а сам автор визнав, що створив латино-американський роман про німців та німецький класицизм.
Кельман також публікує рецензії та есеї на сторінках таких відомих журналів та газет як «Der Spiegel», «The Guardian», «Frankfurter Allgemeine Zeitung», «Süddeutsche Zeitung», «Literaturen» та «Volltext». Ба більше, викладає поетику в університетах Майнца, Вісбадена та Геттінгена. Лавреат багатьох літературних премій та член Майнцької академії науки та літератури. Живе у Відні та Берліні.

## Українські видання
- Під сонцем / Даніель Кельман — Л. : ВНТЛ-Класика, 2011. — 130 с. — ISBN 978-966-8849-50-3
- Край світу / Даніель Кельман — Л. : ВНТЛ-Класика, 2011. — 104 с. — ISBN 978-966-8849-52-7
- Я і Камінський / Даніель Кельман — Л. : ВНТЛ-Класика, 2011. — 176 с. — ISBN 978-966-8849-51-0
- Обмірювання світу / Даніель Кельман — Л. : Піраміда, 2013. — 188, [2] с. — ISBN 978-966-441-311-1
- Тіль / Даніель Кельман, пер з нім. О. Ковальова — Х. : Фабула, 2021. — 336, с. — ISBN 978-617-522-029-0